# Radford (Virginia)
Radford (oficialmente como City of Radford), fundada en 1887, es una de las 39 ciudades independientes del estado estadounidense de Virginia. En el año 2005, la ciudad tenía una población de 14,575 habitantes y una densidad poblacional de 623.5 personas por km², convirtiéndola en la ciudad con menos población del estado. Para propósitos censales la Oficina de Análisis Económico combina a la Ciudad de Radford con el condado de Montgomery y las ciudades de Blacksburg y Christianburg dentro del área metropolitana de Blacksburg-Christiansburg-Radford.

## Geografía
Radford se encuentra ubicada en las coordenadas 37°7′59″N 76°22′25″O / 37.13306, -76.37361. Según la Oficina del Censo, la ciudad tiene un área total de 26,4 km² (10,2 mi²), de la cual 25,4 km² (9,8 mi²) es tierra y 0,1 km² (0 mi²) (3.63%) es agua.

## Demografía
Según el Censo de 2000, había 15,859 personas, 5,809 hogares y 2,643 familias residiendo en la localidad. La densidad de población era de 623.5 hab./km². Había 6,137 viviendas con una densidad media de 241.3 viviendas/km². El 88.21% de los habitantes eran blancos, el 8.10% afroamericanos, el 0.25% amerindios, el 1.43% asiáticos, el 0.03% isleños del Pacífico, el 0.49% de otras razas y el 1.51% pertenecía a dos o más razas. El 1.16% de la población eran hispanos o latinos de cualquier raza.
Los ingresos medios por hogar en la localidad eran de $24,654, y los ingresos medios por familia eran $46,332. Los hombres tenían unos ingresos medios de $33,045 frente a los $22,298 para las mujeres. La renta per cápita para el condado era de $14,289. Alrededor del 31.4% de la población estaban por debajo del umbral de pobreza.